# Моя метамерія (книга)
«Моя метамерія» - книга відомого українського прозаїка, заслуженого лікаря України, кандидата медичних наук Володимира Андрійовича Берсенєва. Опублікована 2014 року у видавництві «Самміт-Книга».

## Анотація
Жанр нової книги доктора В. А. Берсенева «Моя метамерія» визначити не просто. Це й роздуми вченого про шляхи розвитку медичної науки. Це й спогади спеціаліста, який стояв біля джерел зародження й впровадження метамерних методів лікування неврологічних захворювань. Це й публіцистичні замітки небайдужого громадянина своєї країни. Це й одкровення людини, яка в епоху змін не зрадила клятві Гіппократа, а в ширшому розумінні - ідеалам юності. До того ж чи не кожен фрагмент усіх 12 глав книжки нанизаний на пружину карколомного сюжету. А ще «Моя метамерія» - це фактично збірка авторитетних підказок практикуючим лікарям і всім пацієнтам, що зацікавлені в збереженні свого здоров'я. 

## Видання
• 2014 — видавництво «Самміт-Книга».